# Saint-Pierre-le-Viger
Saint-Pierre-le-Viger är en kommun i departementet Seine-Maritime i regionen Normandie i norra Frankrike. Kommunen ligger i kantonen Fontaine-le-Dun som tillhör arrondissementet Dieppe. År 2022 hade Saint-Pierre-le-Viger 261 invånare.

## Befolkningsutveckling
Antalet invånare i kommunen Saint-Pierre-le-Viger
| Referens: INSEE |